# Acá en Venezuela
Acá en Venezuela es un programa de televisión Venezolano, producido y conducido por Daniel Pereira para la cadena de televisión por suscripción Venevisión+Plus. Está dedicado a presentar los paisajes más exuberantes y afrodisíacos de Venezuela.
Este proyecto cuenta con otros dos programas de televisión "Acá en LatinoAmérica" y "Acá en Europa" proyectos que nacen de la inspiración de "Acá en Venezuela" programa que los hizo merecedores de importantes premios internacionales. 

## Formato
“Acá en Venezuela” inicio sus grabaciones en el mes de enero de 2015, nace como un proyecto que busca resaltar los aspectos positivos de las paradisíacas tierras de Venezuela. A través de diferentes medios audiovisuales, Daniel Pereira y Endrina Yépez, de la mano de diferentes artistas y personalidades del mundo, muestran las características de este epicentro turístico que resalta por su gentilicio, aventuras extremas, exquisiteces gastronómicas, hermosas mujeres y el inigualable buen humor de sus habitantes.
En 2015 se convirtió en el primer programa venezolano en grabar entrevistas con drone.
En 2016 se convirtió en el primer programa venezolano en grabar con Tecnología 360.
En el 2017 arrancó las grabaciones del programa, ahora bajo el nombre de "Acá en LatinoAmérica", ampliando el formato de este proyecto hacia toda América Latina. este proyecto se estrenó el 19 de noviembre de 2018, en la acutualidad se transmite por las pantallas de Venevision USA y Veplus.
En el 2018 Daniel Pereira comienza las grabaciones de "Acá en Europa" donde actualmente proyecto que se encuentran grabando, llevando estos 3 proyectos en conjunto con el objetivo de dejar el nombre de Venezuela en alto.

## Emisión
Se estrenó el 30 de agosto de 2015. Se emite en programa semanal los domingos a las 08:30am y a la 05:30pm, con repetición los sábados a las 09:00am. 
En el 2017 el programa comenzó a transmitirse Venevisión USA, los domingos a las 8:30 AM y 4:00 PM, y a través de las pantallas de Ve Plus los sábados a las 12:30 AM & 11:00 AM (Hora de Colombia).

## Premios
- 2016 Cacique de Oro Internacional "Programa de Turismo del año".
- 2016 Premio Internacional Talento Sin Frontera "Daniel Pereira conductor de TV del año".
- 2017 Premio Icaro Internacional "Conductor de TV destacado del año en Venezuela".
- 2017 Mar de Plata Internacional "Acá en Venezuela TV programa de turismo del año".
- 2017 Reconocimiento por parte de la Gobernación de Miranda a Daniel Pereira por día de la Juventud.
- 2017 Premio Gran León Platino "Programa de Turismo del año".
- 2017 Premio Gran León Platino "Daniel Pereira Conductor de TV del año".
- 2017 Galardón el Compás de la Salsa de Oro Internacional "Daniel Pereira Conductor de programas turísticos en TV del año con proyección internacional".
- 2017 Premio Talento Sin Frontera Internacional "Programas turísticos del año "Acá en Venezuela y Acá en LatinoAmérica"
- 2018 Premio Occamys Tv host del año
- 2018 Cacique de Oro Internacional "Acá en Venezuela y Acá en LatinoAmérica Programa de Turismo del año".
- 2018 Mar de Plata Internacional "Daniel Pereira TV Host del año".
- 2018 Premios Yara the best "Acá en Venezuela programa de turismo del año en LatinoAmérica"